# 卡尔梅
卡尔梅，是西班牙加泰罗尼亚巴塞罗那省的一个市镇。总面积11平方公里，总人口831人（2013年），人口密度71人/平方公里。